# 2005年8月20日香港暴雨
2005年8月20日，香港發因豪雨引致水災，并伴有其他次生灾害。

## 事件起因
隨著華南沿岸一道季風槽於華南形成，香港於8月中開始已受驟雨影響，當季風槽於8月19日移向華南沿岸，相關的活躍西南氣流亦開始同時影響香港，因此惡劣天氣於入夜後開始出現，有頻密狂風大驟雨及強烈雷暴，黃色暴雨警告亦於晚間持續生效，直至翌日午夜。翌日（8月20日）隨著西南風進一步增強，天氣進一步轉壞，兩天在香港天文台錄得的雨量共546.2毫米。

## 災情
8月20日日出開始，強雷雨區開始影響香港境內，廣泛地區雨勢持續。上午8時35分，黃色暴雨警告再度生效。當天上午約10時，灣仔寶雲道一幅山坡有山泥塌下，一度影響鄰近堅尼地道的小學、教堂及託兒中心，約100人需疏散；同時，傾瀉的山泥亦把寶雲道緩步徑覆蓋，消防員其後用生命探測儀檢查是否有人被困，最後證實無人被困，亦無傷亡。
在上午10時左右，大嶼山東涌道石門甲至伯公坳一段一幅護土牆的山泥突然塌下，山泥把東涌道淹蓋，加上嶼南道亦發生多宗水浸和山泥傾瀉，引致大嶼山南部和北部之間的交通中斷，大批前往寶蓮寺的旅客須冒著大雨步行下山。
中午時分，雷雨區開始稍為減弱，廣泛地區的雨勢雖然回落至黃雨以下但仍持續，因此黃雨警告仍須生效。期間荃灣大帽山山腳的芙蓉山村、光板田村、木棉下村、老圍村及圓玄學院等多條村落先後發生水浸，其中老圍村更在下午3時許發生泥石流，大量黃泥水如瀑布般從山上沿進村的道路湧往荃錦公路，期間一輛的士剛駛至，被困洪水中，司機及乘客須由消防員救出，幸各人均無恙。黃昏時分，附近的芙蓉山村亦發生山泥傾瀉，消防員至晚上約9時救出一名被困在山泥下男村民，惟已證實死亡。
除荃灣外，屯門、元朗、八鄉多條村落亦發生水浸，部分村民須消防員協助脫離險境。
除上述地區外，全港多處地方當天亦有水浸、塌樹和山泥傾瀉事件發生。當天全港共接獲28宗水浸、97宗塌樹和59宗山泥傾瀉報告。
黃色暴雨警告持續了近13小時後，於晚上9時10分取消。

## 其他資料
香港天文台於8月20日全日錄得的雨量共303.3毫米，是8月份第二最高的單日降雨量。與2008年6月7日同樣錄得高累積雨量的空前暴雨不同，2008年的暴雨雖然降雨只持續了不足十小時，但香港天文台總部所錄得的整點雨量卻錄得破紀錄雨量（上午8時至上午9時共錄得145.5毫米雨量），相反2005年8月20日和前一天的豪雨，特點是就時雨量而言降雨強度不強，廣泛地區最高時雨量少於50毫米，只達黃色暴雨警告水平，但降雨比較持久，以致總雨量僅僅比2008年暴雨低3.8毫米（是次暴雨全日總雨量達307.1毫米）。
除黃色暴雨警告外，當天生效的警告信號還有：雷暴警告、山泥傾瀉警告、新界北部水浸特別報告及強烈季候風信號。
受到該兩天的豪雨影響，2005年8月，香港天文台整個月錄得的總雨量達971.3毫米，為8月份的第二最高月雨量紀錄，也是繼1998年6月9日暴雨後的最高日雨量，位列有紀錄以來第15位。而2005年除8月外，5月和6月錄得的雨量亦比正常的高出很多，即使該年只曾一次發出紅雨警告，令全年的總雨量高達3214.5毫米，為有紀錄以來的第三最高雨量年份。